# Limnonectes macrognathus
Limnonectes macrognathus är en groddjursart som först beskrevs av George Albert Boulenger 1917.  Limnonectes macrognathus ingår i släktet Limnonectes och familjen Dicroglossidae. IUCN kategoriserar arten globalt som otillräckligt studerad. Inga underarter finns listade i Catalogue of Life.